# Oorsprong van de Hunnen

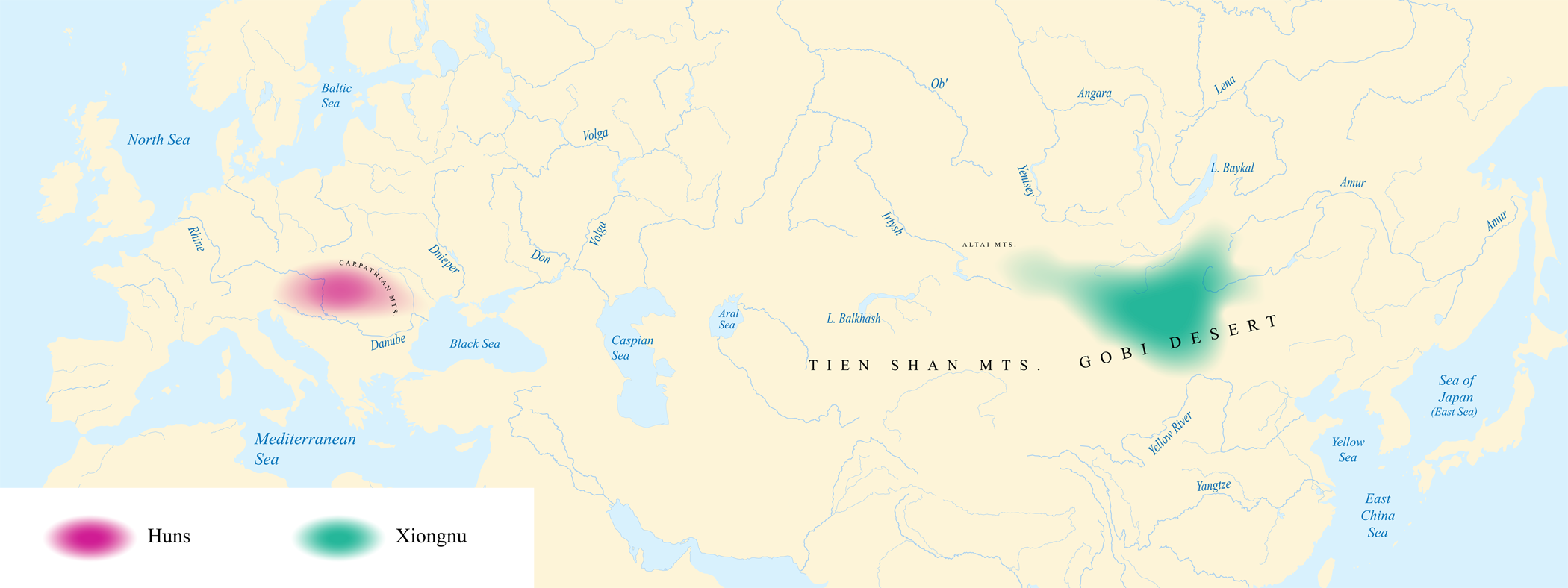
Geografische locatie van het
Xiongnu-rijk (groen) en het centrum van de Hunnen (rood).

De oorsprong van de Hunnen en hun relatie met andere volkeren die werden geïdentificeerd als "Iraanse Hunnen" zoals de Chionieten, Alchon, Kidarieten, Hephthalieten, Nezaks en Huna, is het onderwerp geweest van langdurige wetenschappelijke controverse. 
Oude Griekse en Romeinse bronnen geven geen informatie waar de Europese Hunnen vandaan kwamen, behalve dat ze plotseling in 370 na Christus verschenen. Er zijn echter enkele mogelijke vermeldingen van de Hunnen of stammen die aan hen verwant zijn en die dateren van vóór 370. Chinese bronnen wijzen op verschillende, soms tegenstrijdige oorsprongen voor de verschillende "Iraanse Hun"-groepen. In 1757 stelde Joseph de Guignes voor het eerst voor dat de Hunnen en de Iraanse Hunnen identiek waren aan de Xiongnu. Deze theorie werd vervolgens gepopulariseerd door Edward Gibbon. Sinds die tijd hebben geleerden hierover gedebatteerd. In het midden van de twintigste eeuw werd de visie aangevallen door de Sinoloog Otto J. Maenchen-Helfen en viel vervolgens grotendeels uit de gratie. Recente geleerden hebben opnieuw gepleit voor een of andere vorm van verband, en de theorie keerde terug naar de mainstream. Er is echter nog geen consensus over de kwestie, en het blijft ook betwist of de verschillende "Iraanse Hunnen" tot een enkele of meerdere etnische groepen behoorden.
Het belangrijkste bewijs dat de Xiongnu in verband brengt met de Europese en Iraanse Hunnen, is de gelijkenis van hun namen. Ondersteunend bewijs hiervoor wordt geleverd door historische gegevens die aangeven dat de term Xiongnu werd gebruikt voor de mensen waarnaar wordt verwezen in Sogdische en Sanskriet teksten waar respectievelijk Xwn en Huṇa, als termen worden gebruikt voor volkeren die door de Romeinen Hunnen worden genoemd. Een ander belangrijk verband is het gebruik van vergelijkbare metalen ketels door de Europese Hunnen en de Xiongnu. Bovendien hebben recente archeogenetische studies een vergelijkbaar profiel van sommige individuen uit het Hun-tijdperk als de Xiongnu bevestigd. Er blijven echter een aantal openstaande verschillen bestaan, waaronder over het algemeen verschillende archeologische profielen en een grote verscheidenheid aan gebruiken die worden geattesteerd tussen de verschillende Hunnische groepen. Bovendien is er een kloof van tweehonderd jaar tussen de laatste geregistreerde activiteiten van de Xiongnu en de eerste verschijning van de Hunnen in Europa en Centraal-Azië. Deze problemen hebben ertoe geleid dat veel geleerden de identificatie hebben afgewezen.